# Santa Cruz de Yojoa (ort)
Santa Cruz de Yojoa är en ort i Honduras.   Den ligger i departementet Departamento de Cortés, i den västra delen av landet, 120 km nordväst om huvudstaden Tegucigalpa. Santa Cruz de Yojoa ligger 493 meter över havet och antalet invånare är 10 230.
Terrängen runt Santa Cruz de Yojoa är huvudsakligen kuperad, men söderut är den platt. Terrängen runt Santa Cruz de Yojoa sluttar norrut. Runt Santa Cruz de Yojoa är det ganska glesbefolkat, med 48 invånare per kvadratkilometer. Santa Cruz de Yojoa är det största samhället i trakten. 